# Supercoppa lettone (pallavolo femminile)
La Supercoppa lettone è una competizione pallavolistica per squadre di club lettoni femminili, organizzata con cadenza annuale dalla LVF.

## Edizioni
| Edizione      | Edizione          | Podio                 | Podio     | Podio                 |
| Anno          | Sede della finale | Campione              | Risultato | Finalista             |
| ------------- | ----------------- | --------------------- | --------- | --------------------- |
| 2020 Dettagli | Riga              | Rīgas Volejbola skola | 3 - 2     | Jelgava               |
| 2021 Dettagli | Jēkabpils         | Jelgava               | 3 - 2     | Rīgas Volejbola skola |
| 2022 Dettagli | Jūrmala           | Jelgava               | 3 - 1     | Rīgas Volejbola skola |
| 2023 Dettagli | Daugavpils        | Rīgas Volejbola skola | 3 - 1     | RSU                   |
| 2024 Dettagli | Jēkabpils         | RSU                   | 3 - 0     | Rīgas Volejbola skola |

## Palmarès
| Squadra               | Titolo | Edizione   |
| --------------------- | ------ | ---------- |
| Rīgas Volejbola skola | 2      | 2020, 2023 |
| Jelgava               | 2      | 2021, 2022 |
| RSU                   | 1      | 2024       |